# Jaworzyna Śląska (gmina)
Jaworzyna Śląska est une gmina mixte du powiat de Świdnica, Basse-Silésie, dans le sud-ouest de la Pologne. Son siège est la ville de Jaworzyna Śląska, qui se situe environ 9 km au nord de Świdnica, et 49 km au sud-ouest de la capitale régionale Wrocław.
La gmina couvre une superficie de 67,34 km2 pour une population de 10 352 habitants.

## Géographie
La gmina est bordée par les villes de Świeradów-Zdrój et Szklarska Poręba, et les gminy de Gryfów Śląski, Leśna, Lubomierz et Stara Kamienica. Elle est également frontalière de la République tchèque.